# Thủy điện Đại Nga
Thủy điện Đại Nga là thủy điện xây dựng trên dòng sông Đa R'Nga (hay sông Đại Nga) tại vùng đất xã Lộc Nga thị xã Bảo Lộc và Lộc An huyện Bảo Lâm tỉnh Lâm Đồng .

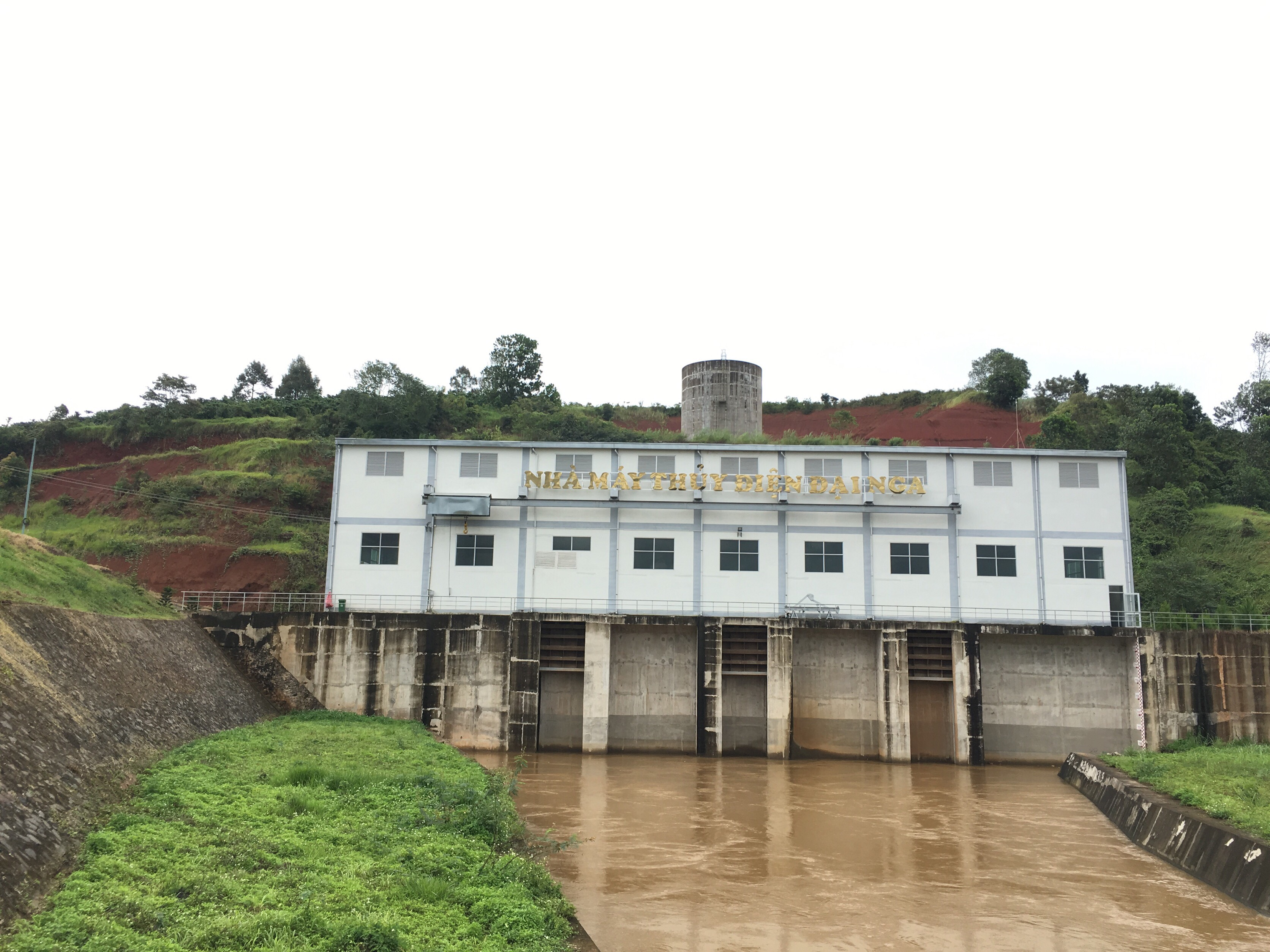
Nhà máy Thủy điện Đại Nga

Thủy điện Đại Nga có công suất lắp máy 10 MW với 3 tổ máy, khởi công tháng 05/2008  hoàn thành tháng 09/2015 .

## Sông Đại Nga
Sông Đại Nga, theo tiếng K'Ho là Da R'Nga, là dòng thượng nguồn chính của sông La Ngà. Theo các nhà địa dư chí thì tên La Ngà có gốc là Đa R'Nga. Sông bắt nguồn từ các suối ở núi Boun Trao cao 1469 m ở ranh giới 3 xã Lộc Bảo, Lộc Phú và Lộc Lâm 11°45′41″B 107°44′30″Đ / 11,761452°B 107,741779°Đ.
Sông chảy uốn lượn về hướng đông nam, rồi nam, qua thủy điện Đại Nga và cầu Đại Nga. Tới xã Lộc Nam thì có tên sông La Ngà 11°24′10″B 107°54′21″Đ / 11,402912°B 107,905879°Đ.

## Chỉ dẫn
1. ↑  Trong tiếng các dân tộc ở đây thì "đa" hay "đạ" có nghĩa là nước, sông, suối. Tên sông theo bản đồ 1:50.000 là sông Đa R'Nga, còn Google Maps biên tập là sông Đại Nga.